# Жаргаланта
Жаргаланта́ (бур. Жаргаланта — «счастливый, -ая») — улус в Селенгинском районе Бурятии. Образует сельское поселение «Жаргаланта».

## География
Улус расположен в 21 км к северо-востоку от районного центра, города Гусиноозёрска, на левобережье реки Убукун, в центре Среднеубукунской долины. Близ северо-западной окраины селения проходит южная линия Восточно-Сибирской железной дороги Улан-Удэ — Наушки. В 1 км западнее центра улуса находится остановочный пункт 5751 км. К востоку от Жаргаланты, в 2 км за рекой Убукун, пролегает Кяхтинский тракт — федеральная магистраль А340. К улусу административно относится полустанок Тельмана, расположенный в 6 км северо-восточнее, у остановочного пункта Совхоз Тельман, в 2 км к западу от села Средний Убукун.

## История
В советское время Жаргаланта была центром крупного совхоза имени Тельмана, занимавшего обширную территорию от предгорий Хамар-Дабана до правого берега Селенги. В совхоз входил, как 2-е отделение, улус Дэдэ-Сутой, образовавший в 2006 году отдельное сельское поселение.

## Население
| 2002 | 2010 | 2012 | 2013 | 2014 | 2015 | 2016 |
| ---- | ---- | ---- | ---- | ---- | ---- | ---- |
| 856  | ↗935 | ↘923 | ↘920 | ↘904 | ↘900 | ↘894 |
| 2017 | 2018 | 2019 | 2020 | 2021 | 2023 | 2024 |
| ↘867 | ↘847 | ↘829 | ↘794 | ↘754 | ↘722 | ↘712 |

## Инфраструктура
Администрация сельского поселения, основная общеобразовательная школа, детский сад, Дом культуры, врачебная амбулатория, почтовое отделение.

## Люди, связанные с улусом Жаргаланта
- Будаев, Юрий Ишиевич (1936—2011) — секретарь Союза писателей Бурятии, Заслуженный работник культуры Бурятии и России, переводчик, главный редактор Бурятского книжного издательства, уроженец улуса.
- Дашинимаев, Дамба Дашинимаевич (1904—1937) — известный советский и бурятский поэт, уроженец улуса.
- Халзанов, Барас Цыретарович (1938—1993) — советский кинорежиссёр, актёр, уроженец улуса.
- Чойнзонов, Евгений Лхамацыренович (р.в 1952) — совр. российский учёный-медик, д.м.н., профессор, академик РАН, директор ТНИМЦ РАН и Томского НИИ онкологии; уроженец улуса.
- Шарапов, Гурдоржи Султумович (1917—1982) — полный кавалер ордена Славы .